# هالول دیویس
هالول دیویس (انگلیسی: Hallowell Davis; ۳۱ اوت ۱۸۹۶ – ۲۲ اوت ۱۹۹۲) فیزیولوژیست اهل ایالات متحده آمریکا بود.
وی همچنین برندهٔ جوایزی همچون نشان ملی علوم شده‌است.